# Hutu-Power
Hutu-Power (zu deutsch: Hutu-Macht) ist eine rassistische und ethnonationalistische Ideologie extremistischer Hutus in Ruanda. Sie bereitete die geistige Grundlage für den 1994 verübten Völkermord in Ruanda, der sich vornehmlich gegen die dort lebenden Tutsi richtete. Zu den Anhängern der Ideologie gehörte der radikale Flügel Coalition for the Defence of the Republic der ruandischen Regierungspartei Mouvement républicain national pour la démocratie et le développement sowie eine ganze Reihe von Milizen wie der Interahamwe und einflussreiche politische Netzwerke wie die Akazu.

## Historischer Hintergrund Ruandas

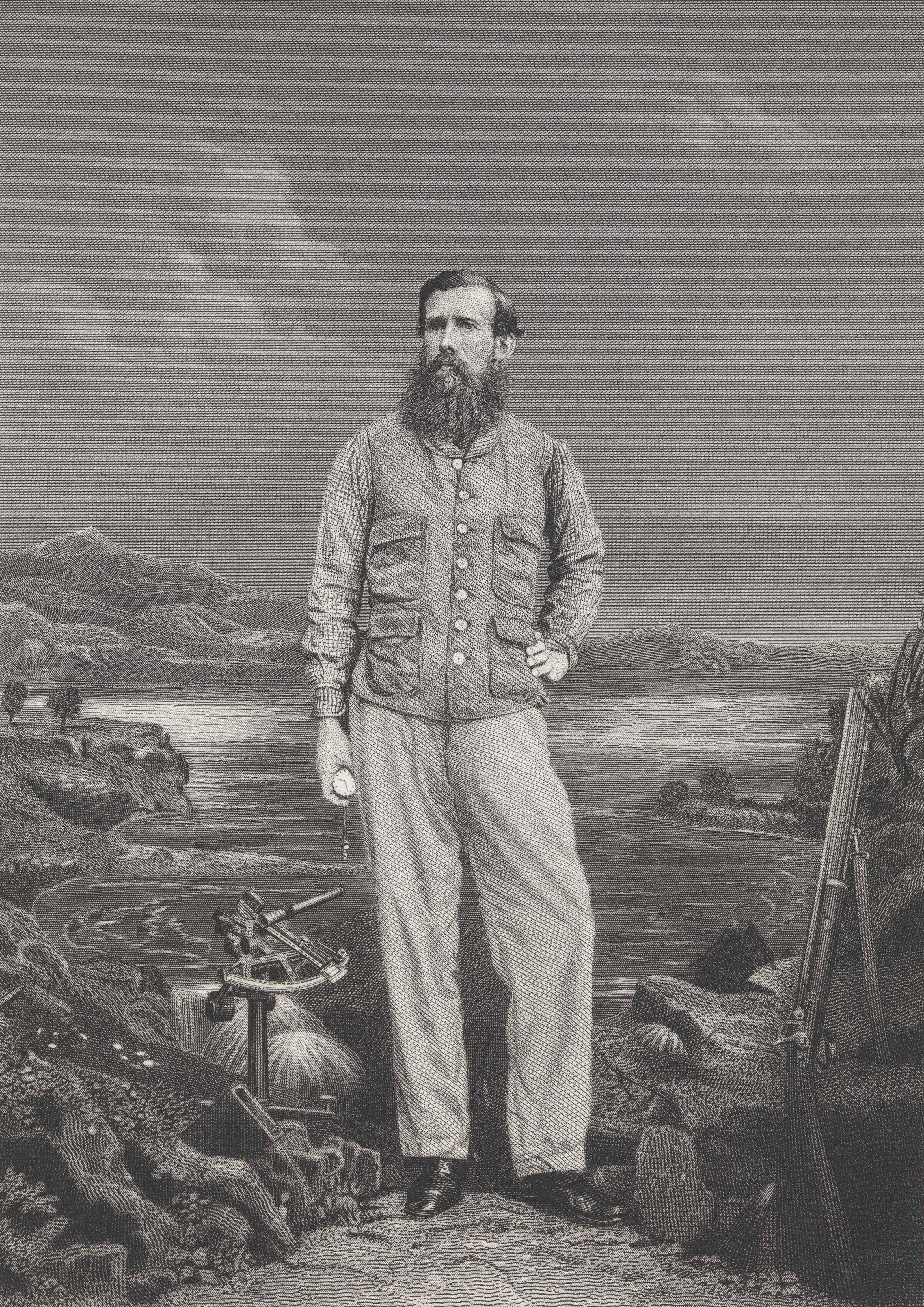
John Hanning Speke entwickelte die Hamitentheorie, eine der intellektuellen Grundlagen der Hutu-Power-Ideologie.

Das Königreich Ruanda wurde bis ins 19. Jahrhundert hinein von einem Mwami der Tutsi regiert. Wahrscheinlich waren die zahlreich im Königreich lebenden Hutu sowie – wenngleich in geringerem Maße – die kleinere Gruppe der Twa in das Herrschaftssystem eingebunden. Das System der Machtaufteilung zwischen den verschiedenen Gruppen kann als Kastensystem ohne starre Einteilung verstanden werden. Ein Hutu konnte beispielsweise durch Heirat oder gesellschaftlichen Erfolg den Status als Tutsi erringen. Im gesellschaftlichen Gefüge dominierten Tutsis die angesehene Viehwirtschaft, während die Mehrzahl der Hutu vom Pflanzenanbau in der Landwirtschaft lebte und die Twa überwiegend als Jäger und Sammler sowie Töpfer tätig waren.
Die ruandische Gesellschaft entwickelte auf Basis dieser traditionellen Tätigkeiten Vorstellungen vom sozialen Status einer Person. So galten die Twa, die als Töpfer unmittelbar mit der Erde arbeiteten, als unrein. Die Hutu, die in geringerem Umfang mit der Erde arbeiteten, galten folglich als weniger unrein. Die Tutsi bildeten als Viehhirten in dieser Vorstellung die Spitze der gesellschaftlichen Hierarchie. Als zunächst das Deutsche Kaiserreich, später das belgische Königreich die Herrschaft im Königreich Ruanda übernahmen, griffen sie diese Einteilung der Gesellschaft mittels der sogenannten Hamitentheorie auf.
Europäische Autoren wie John Hanning Speke schrieben den Tutsi einen hamitischen Ursprung zu. Diese seien aus dem Gebiet des heutigen Äthiopien kommend südwärts gezogen und hätten den “negroiden Rassen” des subsaharischen Afrikas die “Zivilisation” gebracht. Im Ergebnis bevorzugten die europäischen Kolonisatoren die Tutsi zuungunsten der Hutu und Twa. Sie führten Identitätskarten ein, die unter anderem die ethnische Zuordnung einer Person verzeichneten. Auch ansonsten bildete die Unterteilung der Gesellschaft in Ethnien eine wichtige Grundlage für die europäische Herrschaftspraxis. In der Folge verfestigte sich die traditionell eher soziale Unterscheidung zwischen Tutsi, Hutu und Twa zunehmend zu einer unüberbrückbaren Teilung der Gesellschaft, obgleich weder kulturell noch genetisch wesentliche Unterschiede zwischen den Gruppen bestanden. Im gleichen Maße nahmen die gesellschaftlichen Spannungen zwischen Tutsi, Hutu und Twa zu.
Gegen Ende der belgischen Herrschaft wurden statt der Tutsi gezielt die Hutu bevorzugt, die einen größeren Teil der Bevölkerung stellten. Hintergrund für diese Entscheidung war die Furcht der belgischen Regierung, dass im Zuge der Dekolonisierung kommunistische Kräfte an die Macht gelangen könnten und ein sozialistisches pan-afrikanisches Regime unter der Führung von Lumumbas Kongo entstünde. Der damalige Hohe Repräsentant Belgiens, Guy Logiest, bereitete die ersten Wahlen in Ruanda von 1961 vor. Um eine weitere Radikalisierung im Rahmen der Ruandischen Revolution zu verhindern, setzte er dabei gezielt auf die Stärkung der Hutu auf Kosten der Tutsi. Bei den Wahlen setzten sich dann wie von ihm beabsichtigt Kandidaten der zahlenmäßig größeren Gruppe der Hutu durch und stellten folglich einen Großteil der Regierung des neuen Staates Republik Ruanda.

## Entstehung der Hutu-Power
Der erste gewählte Präsident der Republik Ruanda, der Hutu Grégoire Kayibanda, nutzte die Spannungen zwischen den Gruppen, um seine Macht zu sichern. Radikale Hutu-Gruppen, die ihn zunächst unterstützten und später bekämpften, übernahmen die Hamitentheorie und stellten die Tutsi als fremde Invasoren dar, die Ruanda unterdrückt hätten. Teils wurde die Forderung erhoben, die Tutsi »zurück nach Abessinien« zu schicken, mit Verweis auf deren angebliche Herkunft laut Hamitentheorie. Diese frühen Formulierungen der Hutu-Power entwickelten die Vorstellung eines idealen Ruandas vor der vermeintlichen Invasion der Tutsi, das allein von den Hutu regiert worden sei.
Im Jahr 1973 übernahm der General und Verteidigungsminister Juvénal Habyarimana, ebenfalls ein Hutu, die Macht und ließ Kayibanda und dessen Ehefrau ermorden. Habyarimanas Machtbasis bildete der Norden des Landes, der vor der europäischen Kolonisation zu einer teilweise autonomen Hutu-Herrschaft gehört hatte. Insgesamt nahm die Diskriminierung und staatlich gestützte Gewalt gegen Tutsis unter der Regierung Habyarimana jedoch zunächst ab. Erst Ende 1980er Jahre, im Zuge zunehmender wirtschaftlicher Schwierigkeiten und dem gleichzeitigen Aufkommen der militanten Bedrohung durch die Tutsi-Organisation Ruandische Patriotische Front (RPF), setzte die ruandische Hutu-Regierung erneut auf die Anheizung der ethnischen Spannungen, um ihre Herrschaft zu festigen.
Der Kreis um Präsident Habyarimana gründete zur Verbreitung der Hutu-Power-Ideologie unter anderem den Radiosender Radio-Télévision Libre des Mille Collines, da es dem öffentlichen Sender Radio Ruanda untersagt war, Hassbotschaften zu verbreiten. Daneben gehörte das Magazin Kangura zu den maßgeblichen medialen Kräften hinter Hutu-Power. Dort veröffentlichte Hassan Ngeze 1990 schließlich die sogenannten 10 Gebote des Hutu-Power. Dieser einflussreiche Kanon sah die strikte Trennung der Hutu von den Tutsi vor und propagierte die Verdrängung der Tutsi von öffentlichen Positionen. Die Tutsi wurden als unehrlich im Wirtschaftsgebahren dargestellt, deren einziges Ziel die Oberherrschaft ihrer Ethnie sei. Ehen von Hutu mit Tutsifrauen, Liebesbeziehungen mit weiblichen Tutsi und die Beschäftigung von Tutsi-Sekretärinnen wurden als Verrat am Hututum deklariert. Jeder, der sich mit Tutsi einlasse, sei ein Verräter am Volk der Hutu. Die Gebote bezeichneten die Tutsi als den Feind, dem kein Mitleid gezeigt werden dürfe.
Nach der Ermordung des burundischen Hutu-Präsidenten Melchior Ndadaye fand im Oktober 1993 in Gitarama eine politische Hutu-Power-Veranstaltung statt. Die Veranstaltung diente der Einigung der Hutu-Politiker hinter Präsident Juvénal Habyarimana unter dieser Ideologie und stellte einen erheblichen Schritt zum Völkermord in Ruanda dar.
Im Zuge der Aushandlung des Arusha-Abkommens, mit dem die Regierung Habyarimana und die RPF eine Beilegung des bewaffneten Konflikts erreichen wollten, gerieten der ruandische Präsident sowie seine Ministerpräsidentin Agathe Uwilingiyimana (ebenfalls eine Hutu) zunehmend selbst ins Visier der extremistischen Hutu-Power-Bewegung. Am 6. April 1994 wurde Präsident Habyarimana durch den Abschuss seines Flugzeugs mit Boden-Luft-Raketen getötet. Die Tat wurde zunächst Tutsi-Extremisten zugeschrieben, die tatsächliche Urheberschaft ist jedoch bis heute ungeklärt. In der Folge mobilisierten verschiedene Organisationen und Milizen, die sich der Hutu-Power-Ideologie zuordneten, ihre Anhängerschaft, um in organisierter Weise die ruandischen Tutsi zu ermorden. Zu den bekanntesten und größten dieser Milizen zählte die der damaligen ruandischen Regierungspartei (Mouvement républicain national pour la démocratie et le développement, MRND) nahestehende Interahamwe. Die Präsidentengarde von Habyarimana ging gezielt gegen moderate Mitglieder seiner Regierung vor und ermordete unter anderem Ministerpräsidentin Uwilingiyimana. In dem von Anfang April bis etwa Juli 1994 dauernden Völkermord in Ruanda, wurden vermutlich etwa 800.000 Menschen ermordet. Schätzungen zufolge fielen etwa drei Viertel der in Ruanda lebenden Tutsi dem Völkermord zum Opfer.

## Bekannte Vertreter der Hutu-Power
Die Hutu-Power-Ideologie wurde von einer ganzen Reihe von prominenten Persönlichkeiten in Ruanda öffentlich vertreten.
Besondere Bekanntheit erlangte der Unternehmer Hassan Ngeze, der sich vor allem publizistisch für Hutu-Power engagierte. So schuf Ngeze auf Bitten der Regierung Habyarimana das Magazin Kangura, zunächst um regierungskritischen Medien wie der von Tutsi ins Leben gerufenen Zeitung Kanguka entgegenzutreten. Bald schon spielte Kangura eine zentrale Rolle bei der Formulierung von tutsi-feindlichen Positionen und der Ausformung der Hutu-Power-Ideologie (beispielsweise mit den sogenannten 10 Gebote der Hutu-Power). Auch die Moderatoren Georges Ruggiu und Valérie Bemeriki des Radiosenders Radio Télévision Libre des Mille Collines spielten eine maßgebliche Rolle bei der Verbreitung der Hutu-Power-Ideologie und des Hasses auf die Tutsi. So wurden Tutsi im Radioprogramm regelmäßig als Kakerlaken (inyenzi auf Kinyarwanda) bezeichnet.
Der Politiker Léon Mugesera, Mitglied und Funktionär der damaligen Regierungspartei MRND, rief 1992 zur Ermordung der Tutsi auf. Aufgrund dieser Äußerungen erließ der damalige ruandische Justizminister Stanislas Mbonampeka einen Haftbefehl wegen der Verbreitung von Hass gegen Mugesera. Dieser entkam nicht zuletzt durch Mithilfe von Hutu-Power-Anhängern in der ruandischen Armee und erhielt zunächst Asyl in Kanada. In Folge der Affäre trat Mbonampeka anschließend als Minister zurück und gehörte später zu den Hutus, die aufgrund ihrer gemäßigten Haltung gegenüber den Tutsi von der Hutu-Power-Bewegung verfolgt wurden.
Zu den frühen Vertretern der Hutu-Power gehört auch der Akazu. Dieser lockere politische Zusammenschluss von einflussreichen Hutu-Familien, setzte sich bereits in den 1980er Jahren für eine tutsi-feindliche Politik ein. So waren sie auch unter der Bezeichnung Zero Network bekannt, da sie sich für ein Ruanda ohne Tutsi (Zero im Sinne von Null Tutsi) aussprachen. Wer genau zu den Akazu gehörte ist bis heute unklar, jedoch scheint sich das Netzwerk vor allem um Präsident Habyarimana, seine einflussreiche Ehefrau Agathe Habyarimana und weitere aus dem nördlichen Ruanda stammende Hutu formiert zu haben.

## Folgen des Völkermords für Hutu-Power
Nachdem die Tutsi-dominierte RPF im Juli 1994 militärisch den Sieg über die Truppen der ruandischen Regierung errang, übernahm sie die Macht und bildete eine neue Regierung der nationalen Einheit mit dem Hutu Pasteur Bizimungu als neuem Präsidenten. Bizimungu hatte zuvor unter Habyarimana zwar wichtige Positionen innegehabt (beispielsweise als Generaldirektor der nationalen Elektrizitätswerke Electrogaz), sich dabei jedoch stets gegen radikale Strömungen wie die Hutu-Power-Ideologie gewandt. Zu Beginn des Völkermords wurde Bizimungus Bruder, der als Oberst in der Regierungsarmee diente und sich ebenfalls für eine gemäßigten Umgang mit den Tutsi engagierte, von Anhängern der Hutu-Power ermordet. Im Nachgang des Bürgerkriegs bemühten sich die Regierungen Bizimungu und später Paul Kagames um einen Abbau der ethnischen Spannungen zwischen Hutu und Tutsi.
Im Zuge der Einrichtung des Internationaler Strafgerichtshof für Ruanda (ITCR) wurden viele prominente Vertreter der Hutu-Power-Ideologie mit internationalem Haftbefehl gesucht, festgenommen und vor Gericht gestellt. Ngeze, der Urheber der 10 Gebote der Hutu-Power, wurde wegen Aufruf zum Völkermord zu lebenslanger Haft (später aufgrund einer Berufung zu 35 Jahren Haft umgewandelt) verurteilt. Der Politiker Mugesera, ebenfalls ein prominenter Vertreter der Hutu-Power Bewegung konnte zunächst unerkannt fliehen und ließ sich in Kanada nieder. Dort wurde er 2005 an den ITCR ausgeliefert und 2016 wegen Aufruf zum Völkermord und des Schürens von Rassenhass zu lebenslanger Haft verurteilt.